# Circolo Sportivo Trevigliese 1967-1968
Questa voce raccoglie le informazioni riguardanti il Circolo Sportivo Trevigliese nelle competizioni ufficiali della stagione 1967-1968.

## Rosa
| N. |                   | Ruolo | Calciatore           |
| -- | ----------------- | ----- | -------------------- |
|    | Italia (bandiera) | C     | Aldo Algarotti       |
|    | Italia (bandiera) | A     | Giacomo Bonacina     |
|    | Italia (bandiera) |       | Bramati              |
|    | Italia (bandiera) | A     | Pier Antonio Brasi   |
|    | Italia (bandiera) | D     | Giancarlo Consolanti |
|    | Italia (bandiera) | A     | Giuseppe Camotti     |
|    | Italia (bandiera) | C     | Battista Cavalletti  |
|    | Italia (bandiera) | A     | Angelo Forcella      |
|    | Italia (bandiera) | C     | Dario Foresti        |
|    | Italia (bandiera) | D     | Romano Gira          |
|    | Italia (bandiera) | D     | Litavico Invernizzi  |
|    | Italia (bandiera) | A     | Pietro Locatelli     |
|    | Italia (bandiera) | A     | Giorgio Maestroni    |

| N. |                   | Ruolo | Calciatore          |
| -- | ----------------- | ----- | ------------------- |
|    | Italia (bandiera) | P     | Enzo Malinverno     |
|    | Italia (bandiera) | P     | Paolo Molteni       |
|    | Italia (bandiera) | A     | Armando Onesti      |
|    | Italia (bandiera) | A     | Luciano Petrogalli  |
|    | Italia (bandiera) | D     | Gianluigi Rigamonti |
|    | Italia (bandiera) | C     | Franco Ronchi       |
|    | Italia (bandiera) | C     | Giuseppe Ronchi     |
|    | Italia (bandiera) | C     | Gianluigi Savoldi   |
|    | Italia (bandiera) |       | Signorelli          |
|    | Italia (bandiera) | P     | Antonio Testa       |
|    | Italia (bandiera) | C     | Gianfranco Trevisan |
|    | Italia (bandiera) |       | Vanelli             |